# Republika Federalna Niemiec (1949–1990)
Niemcy Zachodnie – określenie Republiki Federalnej Niemiec w latach 1949–1990, kiedy państwo to obejmowało tereny aktualnie stanowiące zachodnią i południową część Niemiec, w odróżnieniu od Niemiec Wschodnich. Państwo zostało utworzone w 1949 roku z trzech stref okupacyjnych – brytyjskiej, amerykańskiej i francuskiej (tzw. trizonii). W 1957 został przyłączony do niego Protektorat Saary, a w 1990 roku nastąpiło przyłączenie dawnej NRD do RFN.

## Nazwa
Oficjalna nazwa państwa to Republika Federalna Niemiec (niem. Bundesrepublik Deutschland), tak samo jak współczesnych zjednoczonych Niemiec. Do traktatu pomiędzy RFN a PRL z 1970 roku w Polsce stosowana była oficjalnie nazwa Niemiecka Republika Federalna (NRF). Od likwidacji NRD w 1990 roku i przystąpienia powstałych w jej miejsce landów do federacji, nazwą krótką państwa są Niemcy.

## Podział Niemiec
W styczniu 1947 roku strefy brytyjska i amerykańska zostały połączone w Bizonię. W czerwcu 1948 roku miała miejsce narada w Londynie, podczas której państwa zachodnie odrzuciły propozycję ZSRR, zmierzającą do utworzenia jednego rządu ogólnoniemieckiego. Stało się jasne, iż Niemcy zostaną podzielone na dwa odrębne państwa, które dostaną się w różne strefy wpływów. Doszło więc do utworzenia dwóch państw niemieckich: 23 maja 1949 Republiki Federalnej Niemiec i 7 października 1949 Niemieckiej Republiki Demokratycznej oraz enklawy Berlin Zachodni. Państwo powstałe na zachodzie graniczyło z NRD, Czechosłowacją, Austrią, Szwajcarią, Francją, Luksemburgiem, Belgią, Holandią i Danią oraz Saarą (która w 1957 roku przystąpiła do RFN). Stolicą było Bonn.

## Demografia
| Rok  | Populacja w tys. | % cudzoziemcy |
| ---- | ---------------- | ------------- |
| 1950 | 49 980           | –             |
| 1961 | 55 433           | 1,2%          |
| 1970 | 60 651           | 4,3%          |
| 1987 | 61 450           | 6,8%          |
| 1990 | 63 254           | 8,2%          |

## Niemcy Zachodnie
Proces powstawania RFN przyspieszyły: reforma walutowa (20 VI 1948), pierwszy kryzys berliński (1948/1949 – blokada berlińska) i pomoc Zachodu (m.in. plan Marshalla).
Opracowany przez Radę Parlamentarną projekt ustawy zasadniczej Republiki Federalnej Niemiec został zaakceptowany 8 maja 1949 r. przez naczelnych komendantów zachodnich stref okupacyjnych. Ustawa zasadnicza została ogłoszona 23 maja 1949 roku i weszła w życie 25 maja 1949 roku. Do dzisiaj funkcjonuje ona jako konstytucja Niemiec. Stolicą nowego państwa zostało prowincjonalne miasto Bonn na zachodzie kraju. Berlin Zachodni nie nadawał się na stolicę, bo był małą wyspą w komunistycznym morzu, łatwą do ewentualnego podboju przez wojska NRD. Bonn był zaś względnie dużym miastem w rozsądnej odległości od granicy wewnątrzniemieckiej. RFN zajmowała od momentu powstania obszar 245,7 tys. km², a od 1957 roku (po włączeniu Saary) do momentu zjednoczenia w roku 1990 obszar 248,2 tys. km².
Istnienie ustawy zasadniczej działającej jako konstytucja nie implikowało jednak suwerenności państwa – pełnia władzy leżała wciąż w rękach Wysokiej Komisji Alianckiej, ciała utworzonego przez trzech Aliantów zachodnich w miejsce sprawującej władzę nad całymi Niemcami Sojuszniczej Rady Kontroli Niemiec, której działalność została sparaliżowana po wycofaniu z niej przedstawiciela ZSRR w 1948 r.

### Era Adenauera
Pierwsze wolne wybory do Bundestagu RFN odbyły się 14 sierpnia 1949 roku. Zwyciężyło w nich, obejmując władzę, CDU/CSU, przed SPD. Pierwszym prezydentem RFN został Theodor Heuss, a stanowisko kanclerza objął Konrad Adenauer, pełniący w latach 1951–1955 także funkcję ministra spraw zagranicznych.
Najważniejszym celem polityki Adenauera było zniwelowanie izolacji Niemiec na arenie międzynarodowej i zbliżenie się do państw Europy Zachodniej. Już w 1950 roku RFN została członkiem stowarzyszonym Rady Europy, a w 1951 r. stała się współzałożycielką Europejskiej Wspólnoty Węgla i Stali. W wyniku zawartych w 1954 r. układów paryskich, RFN wstąpiła 5 maja 1955 r. w szeregi NATO, ponadto w tym samym okresie uchylono stan okupacji wojskowej Niemiec, a Aliancka Wysoka Komisja zaprzestała działalności. 25 marca 1957 doszło do podpisania traktatów rzymskich, powołujących Europejską Wspólnotę Gospodarczą i Euroatom.
W 1959 r. odbyły się kolejne wybory prezydenta RFN: startować w nich chciał także Adenauer, pełniący do tej pory funkcję kanclerza, ale ze względu na małe wpływy urzędu prezydenta, jak uważał, wycofał się z nich. Zwyciężył Heinrich Lübke.
Wybory parlamentarne w 1961 roku zmusiły CDU/CSU do koalicji z FDP, co spowodowało w ostateczności rezygnację Adenauera ze stanowiska przed końcem kadencji w 1963 roku, kiedy to podpisał z Charles de Gaullem Traktat Elizejski jako symbol pojednania Niemiec z Francją.

### Okres przejściowy 1963–1969
W październiku 1963 roku Ludwig Erhard stanął na czele rządu chadecko-liberalnej koalicji, a Adenauer zachował stanowisko przewodniczącego CDU. Erhard stał się pierwszym kanclerzem, który reprezentował tendencje technokratyczne. Sformułowana została wówczas koncepcja „uformowanego społeczeństwa”, czyli państwa, w którym zlikwidowane zostały egoistyczne konflikty klasowe, a grupy interesów, jak i parlament kierowane są przez zdyscyplinowaną władzę wykonawczą. Idea wielkiej koalicji została oparta na przekonaniu, że narastający kryzys wewnętrzny można załagodzić tylko przez rząd „jedności narodowej”.
Symptomy kryzysu są coraz wyraźniejsze – zaczynają się pojawiać pierwsze oznaki recesji gospodarczej, rośnie ferment społeczny. Od 1964 r. rozpoczęły się strajki studentów, także kampania polityczna przeciw prezydentowi. Jesienią roku 1964 powstała nowa partia NPD o skrajnie nacjonalistycznym programie działania. 1 grudnia 1966 roku powstał rząd wielkiej koalicji CDU/CSU-SPD z Kurtem Kiesingerem jako kanclerzem i Willym Brandtem na stanowisku wicekanclerza.
Wielka koalicja była rozwiązaniem przejściowym. Sojusz ten miał doprowadzić chadecję do odzyskania przez nią wewnętrznej zwartości. Trzyletni okres wielkiej koalicji wykazał możliwość współpracy ze sobą obu wielkich partii. Przyniosła pewne przesunięcie w konstytucyjnym układzie sił. Osłabieniu uległa pozycja kanclerza. Udało się przezwyciężyć recesję gospodarczą, która była widoczna za rządów Erharda, została także umocniona pozycja RFN w gospodarce światowej. Została przeprowadzona przez rząd poprawka konstytucyjna reformująca system finansowy i wzmacniająca federalne kierownictwo w tej dziedzinie. Jeśli chodzi o politykę zagraniczną SPD naciskała na normalizację stosunków ze Wschodem. Reformy wewnętrzne natrafiły jednak na opór. Kontrowersje wybuchły przy trzech reformach wewnętrznych – zmiany ustawodawstwa o przedawnieniu zbrodni wojennych, poprawek konstytucyjnych wprowadzających instytucje ustawodawstwa wyjątkowego oraz przeprowadzających reformę szkolnictwa wyższego.
W 1964 r. rząd RFN obwieścił, że po 20 latach od zakończenia wojny przedawnieniu ulegną wszystkie zbrodnie wojenne i władze RFN zaprzestają ścigania tych osób, które dopuściły się takich zbrodni. 26 kwietnia 1969 uchwalono nowelę do kodeksu karnego – przewidywała ona przedłużenie okresu przedawnienia do lat trzydziestu. RFN nie przystąpiła do uchwalonej przez ONZ w 1968 roku konwencji o nieprzedawnieniu zbrodni ludobójstwa. 16 lipca 1979 uznano, że nie ulegają przedawnieniu zbrodnie dokonane umyślnie i z premedytacją. Konieczne było także wprowadzenie przepisów o stanie wyjątkowym w przypadku wojny lub poważnych wewnętrznych zaburzeń.
Rok 1968 był kulminacją fali rozruchów studenckich. System nauczania na uczelniach był przestarzały i autorytarny, uniwersytety nie były w stanie pomieścić wszystkich chętnych (protesty studenckie w Niemczech (1967–1968)). Do działalności została dopuszczona partia komunistyczna – w 1969 r. została utworzona Niemiecka Partia Komunistyczna. W miarę zbliżania się nowego terminu wyborów wzrastał antagonizm, zwłaszcza chadecja nastawiała się w swojej kampanii na ostrą konfrontację z socjaldemokratami. Zarys nowej koalicji ukształtował się podczas wyborów prezydenta federalnego. W marcu 1969 odbyły się wybory nowego prezydenta, w których wygrał Gustav Heinemann. Wybory z końca września 1969 przyniosły sukces SPD, a największe straty ponieśli liberałowie. Do władzy doszła nowa koalicja socjalliberalna (SPD-FDP), a kanclerzem został Willy Brandt.

### Rządy socjaldemokratyczno-liberalne (1969–1982)
Trzynaście lat rządziła koalicja socjaldemokratyczno-liberalna, była to konfiguracja trwała i skuteczna w działaniu. Zobowiązana była do ogłoszenia nowych wyborów do Bundestagu.
W rządach socjaldemokratyczno-liberalnych można zauważyć dwa okresy. Pierwszy to okres, którego szczytem były wysoko wygrane przedterminowe wybory do Bundestagu, zakończył się kryzysem energetycznym w roku 1973. Okres drugi to pogłębiająca się recesja, a nawet kryzys gospodarki kapitalistycznej. Rządy koalicja rozpoczynała pod dobrymi auspicjami. Została zaakceptowana przez związki zawodowe i przedsiębiorców.
Koalicja SPD/FDP zdecydowana była na przeprowadzenie szeregu reform politycznych i modernizację zaniedbanych dziedzin życia. Udało jej się przez ten program reform zyskać szerokie poparcie społeczne. Wchłonęła także na krótki czas opozycję pozaparlamentarną (APO). Decydujący wpływ na społeczne poparcie miała nowa polityka wschodnia (Ostpolitik) – wynegocjowanie i podpisanie układów z ZSRR i Polską. 19 listopada 1972 roku podczas wyborów koalicja odniosła wielkie zwycięstwo. Ten sukces wyborczy ożywił nadzieje lewicy partyjnej w SPD na daleko idące reformy systemu polityczno-społecznego. Sytuację utrudnił kryzys gospodarczy, który był następstwem trudności energetycznych wywołanych w 1973 roku polityką naftową państw arabskich.
W SPD zmienił się skład członkowski, a także baza wyborcza tej partii. Wzrosła w niej liczba młodzieży studiującej i urzędników, zwiększyły się wpływy drobnomieszczaństwa i inteligencji. Studenci domagali się walki z kapitalizmem.
Zmiany dokonały się również w FDP. Rządy objęła młodsza generacja, nastawiona bardziej liberalnie i lewicowo.
Chadecja również nie była silna i spoista, osłabiały ją wewnętrzne spory i brak nowoczesnego programu, który byłby w stanie przyciągnąć rzesze wyborców. W 1971 r. na miejsce Kiesingera wybrano Rainera Barzela, ten ustąpił w 1973 Helmutowi Kohlowi. Zaostrzyła się walka wewnętrzna między CDU a CSU.
12 sierpnia 1970 został podpisany w Moskwie układ z ZSRR o wzajemnych stosunkach (oba państwa wyrzekały się w nim użycia siły i zobowiązały do poszanowania naturalnych granic wszystkich państw europejskich). 7 grudnia 1970 w Warszawie podpisano z Polską układ, na mocy którego RFN zadeklarowała uznanie de facto granicy na Odrze i Nysie Łużyckiej, podczas gdy ewentualne wiążące uznanie de iure pozostawało według doktryny prawnej RFN nadal zastrzeżone na mocy Porozumienia Poczdamskiego dla momentu zawarcia przyszłego traktatu pokojowego przez Niemcy jako całość, po ich zjednoczeniu i odzyskaniu przez nie pełnej suwerenności. Zostały również rozpoczęte rozmowy z NRD w celu uregulowania wzajemnych stosunków, uwieńczone zawarciem w 1972 r. układu NRD–RFN – rząd RFN uznał podmiotowość międzynarodową NRD jako jednej z cząstkowych (obok RFN oraz podzielonego na 4 sektory Berlina) zorganizowanych form pokonanego państwa niemieckiego posiadających ograniczoną, przyznaną w różnym zakresie przez Aliantów suwerenność nad kontrolowanymi przez siebie częściami terytorium Niemiec jako całości. W konsekwencji RFN wyrzekła się pretensji do bycia uznawaną za podmiot jako jedyny uprawniony na zasadzie wyłączności do reprezentacji Niemiec jako całości.

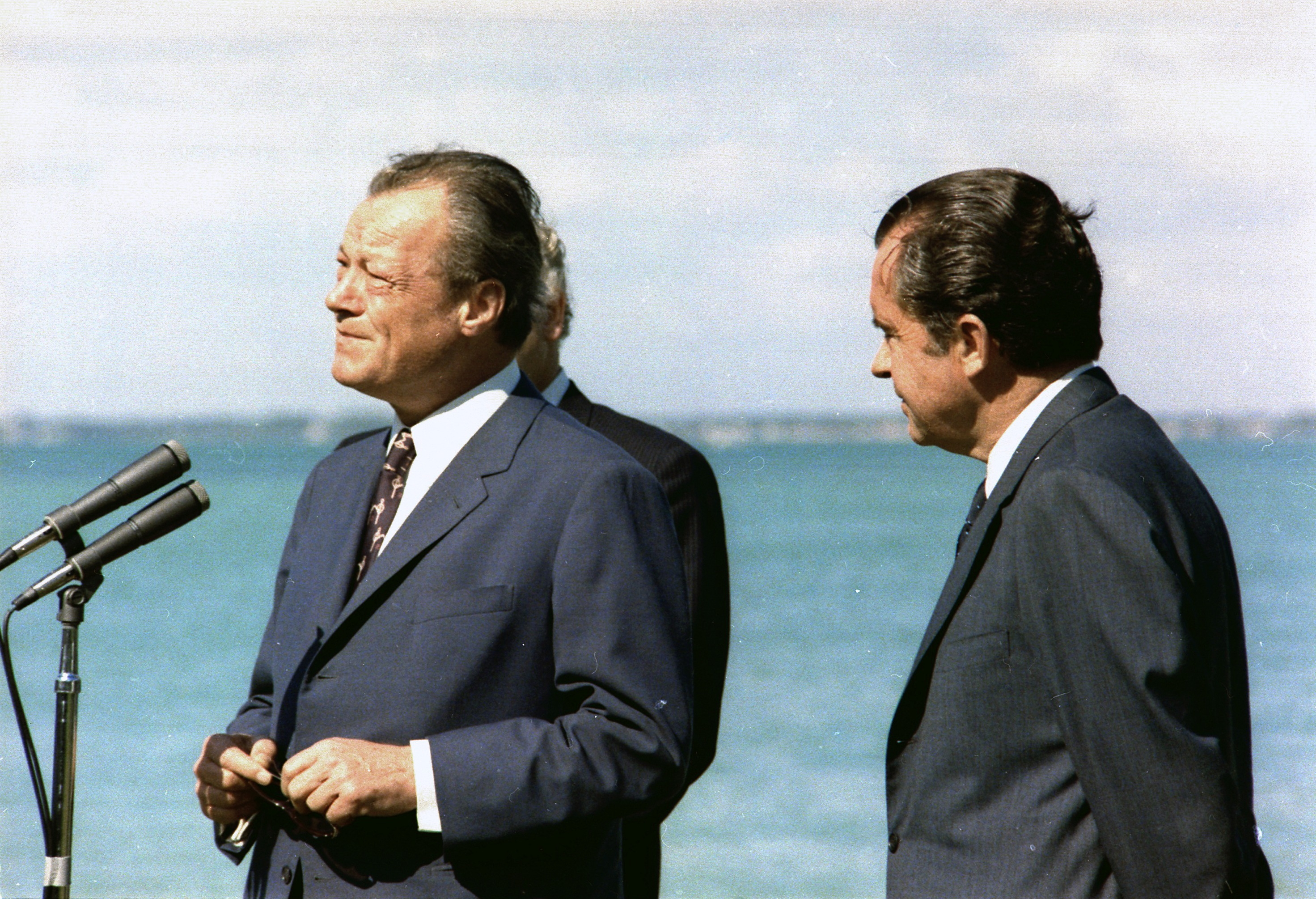
Willy Brandt i Richard Nixon

W roku 1972 egzystencja koalicji została zagrożona. Wybory do parlamentów krajowych 1969–1972 przyniosły sukces chadecji. Zyskała ona przewagę w Bundesracie, mogła blokować wiele poczynań reformatorskich. W kwietniu został postawiony przez nią wniosek o wotum nieufności dla kanclerza Willy’ego Brandta – jednak wniosek upadł. Jednak w 1974 roku ujawniono, że osobisty sekretarz W. Brandta był szpiegiem – Brandt ustąpił ze stanowiska. Kanclerzem został wybrany Helmut Schmidt.
Ewolucji uległa sytuacja w łonie chadecji. Porażka w sprawie ratyfikacji układów wschodnich, porażka w kwestii votum nieufności dla Brandta i klęska wyborcza w listopadzie 1972 roku pogłębiły kryzys wewnętrzny tego ugrupowania. Nawet wybór Kohla na lidera partii nie poprawił sytuacji. W wyborach parlamentarnych w 1980 roku chadecja zdecydowała się zaproponować Straussa jako kandydata na kanclerza. CDU udało się wypracować i przyjąć nowy, obszerny i szczegółowy, program partyjny.
W roku 1973 ratyfikowano układ z NRD, także w tym roku oba państwa niemieckie zostały przyjęte do ONZ. Podpisane zostały układy normalizujące stosunki z Czechosłowacją w grudniu 1973 roku i nawiązano stosunki dyplomatyczne z Węgrami i Bułgarią.
Polityka zagraniczna układała się stosunkowo dobrze, jednakże w sprawach wewnętrznych, na które nacisk kładziony był w mniejszym stopniu, pojawiły się problemy wyjątkowo trudne. Z roku na rok słabła potęga gospodarcza RFN. W społeczeństwie zaczęły narastać nastroje niepewności jutra. Rosło bezrobocie, zwłaszcza wśród młodzieży. Zaczęto się domagać skutecznych reform, na które rząd nie posiadał środków.
Nasilał się terror ze strony skrajnej lewicy. Frakcja Czerwonej Armii dokonała szeregu spektakularnych, udanych zamachów, porwań i zabójstw wysokich urzędników oraz polityków. Rząd opanował sytuację i w krótkim czasie rozbił najgroźniejsze grupy terrorystyczne – powołano specjalne jednostki antyterrorystyczne, zaostrzono niektóre przepisy kodeksu karnego i postępowania karnego. Kontrowersje wybuchły przy tzw. „dekrecie o ekstremistach”, czyli inaczej zakazie zatrudnienia. Jeszcze bardziej kontrowersyjne było zastosowanie tej zasady w praktyce. Odmawiano zatrudnienia absolwentom uczelni, którzy w czasie studiów brali udział w manifestacjach czy działalności lewicowych organizacji. Ten zakaz wywołał wielką falę protestów kół postępowych w RFN, ale także za granicą.
Następnym problemem, który wywołał wiele niepokojów były formy walki o ochronę środowiska, zwłaszcza przeciw budowie elektrowni atomowych. SPD i rząd federalny widziały konieczność budowy elektrowni jądrowych. Przeciw temu organizowano marsze protestacyjne, okupacje terenów, ale także atakowano place budowy. Miały miejsce starcia z policją. Ruch ochrony środowiska został wsparty przez lewicową młodzież. Powoli ruch „Zielonych” przemieniał się w partię polityczną walczącą o dostęp do Bundestagu.
Rząd socjaldemokratyczno-liberalny chciał opanować kryzys. Przeprowadzono szereg zaprojektowanych przez SPD reform. Ulepszono system rent, wprowadzono dodatkową ochronę rodziny, młodocianych. Inne reformy to: obniżenie wieku pełnoletniości do 18 lat, reforma prawa małżeńskiego, ustawa o szkołach wyższych, wielka reforma podatkowa.
Mimo tych wszystkich reform kryzys dawał się we znaki. Zahamowany został wzrost gospodarczy i pogarszała się sytuacja finansowa państwa. Kierownictwo FDP podjęło decyzję o „wymianie partnera”. FDP zerwała koalicję z SPD, pozbawiając rząd H. Schmidta większości parlamentarnej. Uzgodniono warunki nowej koalicji. Chadecja postawiła w Bundestagu wniosek nieufności dla Schmidta i wskazując jednocześnie na H. Kohla jako przyszłego kanclerza. 1 października 1982 wniosek uzyskał większość głosów.